# IFAF 4 Nations Tournament
L'IFAF 4 Nations Tournament è una competizione continentale di football americano, per squadre nazionali, organizzata dalla IFAF Americas.
Prima del 2015 non era riconosciuto da IFAF e vedeva anche la partecipazione di squadre di club e selezioni di federazioni non ufficiali.

## Albo d'oro

### Edizioni non IFAF
| Anno          | Ospitante   |           | Finale    | Finale                    | Finale             |           | Finale terzo e quarto posto | Finale terzo e quarto posto | Finale terzo e quarto posto |
| Anno          | Ospitante   | Vincente  | Risultato | 2º posto                  | 3º posto           | Risultato | 4º posto                    |                             |                             |
| 2012 Dettagli | Nicaragua   | Nicaragua | 9 - 3     | Honduras                  | Costa Rica         | 33 - 6    | El Salvador                 |                             |                             |
| 2013 Dettagli | El Salvador | Honduras  | [ 1 ]     | Lobos de Nicaragua (club) | El Salvador (sel.) |           | [ 2 ]                       |                             |                             |
| 2014 Dettagli | Honduras    | Honduras  | 30 - 20   | Nicaragua                 | El Salvador (sel.) | 32 - 0    | Team USAC (club)            |                             |                             |

### Edizioni IFAF
| Anno          | Ospitante |          | Finale    | Finale    | Finale      |           | Finale terzo e quarto posto | Finale terzo e quarto posto | Finale terzo e quarto posto |
| Anno          | Ospitante | Vincente | Risultato | 2º posto  | 3º posto    | Risultato | 4º posto                    |                             |                             |
| 2015 Dettagli | Honduras  | Honduras | 12 - 6    | Guatemala | El Salvador | 38 - 0    | Nicaragua                   |                             |                             |

#### Partecipazioni e prestazioni nelle fasi finali
Segue una lista delle squadre che hanno partecipato all'IFAF 4 Nations Tournament.
Legenda
| -: non partecipante. nª: classificata nella posizione n. V: campione. |

| Nazionale          | 2012 | 2013 | 2014 | 2015 | Partecip. | Vittorie | Secondi posti | Terzi posti |
| ------------------ | ---- | ---- | ---- | ---- | --------- | -------- | ------------- | ----------- |
| Honduras           | 2ª   | V    | V    | V    | 4         | 3        | 1             | -           |
| Nicaragua          | V    | -    | 2ª   | 4ª   | 3         | 1        | 1             | -           |
|                    |      |      |      |      |           |          |               |             |
| Guatemala          | -    | -    | -    | 2ª   | 1         | -        | 1             | -           |
| Lobos de Nicaragua | -    | 2ª   | -    | -    | 1         | -        | 1             | -           |
| El Salvador (sel.) | -    | 3ª   | 3ª   | -    | 2         | -        | -             | 2           |
| El Salvador        | 4ª   | -    | -    | 3ª   | 2         | -        | -             | 1           |
| Costa Rica         | 3ª   | -    | -    | -    | 1         | -        | -             | 1           |
|                    |      |      |      |      |           |          |               |             |
| Team USAC          | -    | -    | 4ª   | -    | 1         | -        | -             | -           |